# Miss Amelia Van Buren
Miss Amelia Van Buren oder Portrait of Amelia C. Van Buren ist ein Gemälde des amerikanischen Künstlers Thomas Eakins (1844–1916), das um 1891 entstand. Heute befindet es sich in der Phillips Collection in Washington, D.C. Es zeigt Amelia Van Buren (ca. 1856–1942), die als eine seiner Studentinnen mit dem größten Talent (his most gifted pupils) gilt. Das Gemälde wird als eine seiner besten Arbeiten (finest works) gesehen.

## Hintergrund
Van Buren studierte bei Eakins an der Pennsylvania Academy of the Fine Arts (PAFA) von 1884 bis 1885. Eakins äußerte sich 1886 über Van Buren als besonders fähig, talentiert in Bezug auf Form und Farbe, ihre Mitstudenten übertreffend und besonderer Förderung durch ihn wert.
Eakins Hilfe umfasste ungewöhnliche Methoden: Er entkleidete sich vor ihr, um einen anatomischen Fakt zu demonstrieren, was er als rein professionell bezeichnete. Trotzdem wurde dieser Vorgang zusammen mit weiteren von Eakins’ Gegnern verwendet, um seine Entlassung aus der PAFA zu bewirken.
Nach ihrem Studium bei Eakins war Van Buren ein häufiger Gast im Haus des Ehepaars Eakins in der Mount Vernon Street und stand Modell für dieses Gemälde während eines ihrer Besuche in Philadelphia. Obwohl das Gemälde auf 1891 datiert wird, ist es auch möglich, dass das Bild während eines längeren Aufenthalts bei Eakins und seiner Frau vom 6. Dezember 1888 bis zum 12. August 1889 entstand. Ein anderer Freund und Student von Eakins, Charles Bregler, schrieb später darüber, wie Eakins stundenlang und ohne Konversation an dem Bild arbeitete.
Van Buren wandte sich später vom Malen ab und der Fotografie zu. Verschiedene ihrer Fotografien werden dem Zirkel um Eakins zugeordnet.

## Komposition

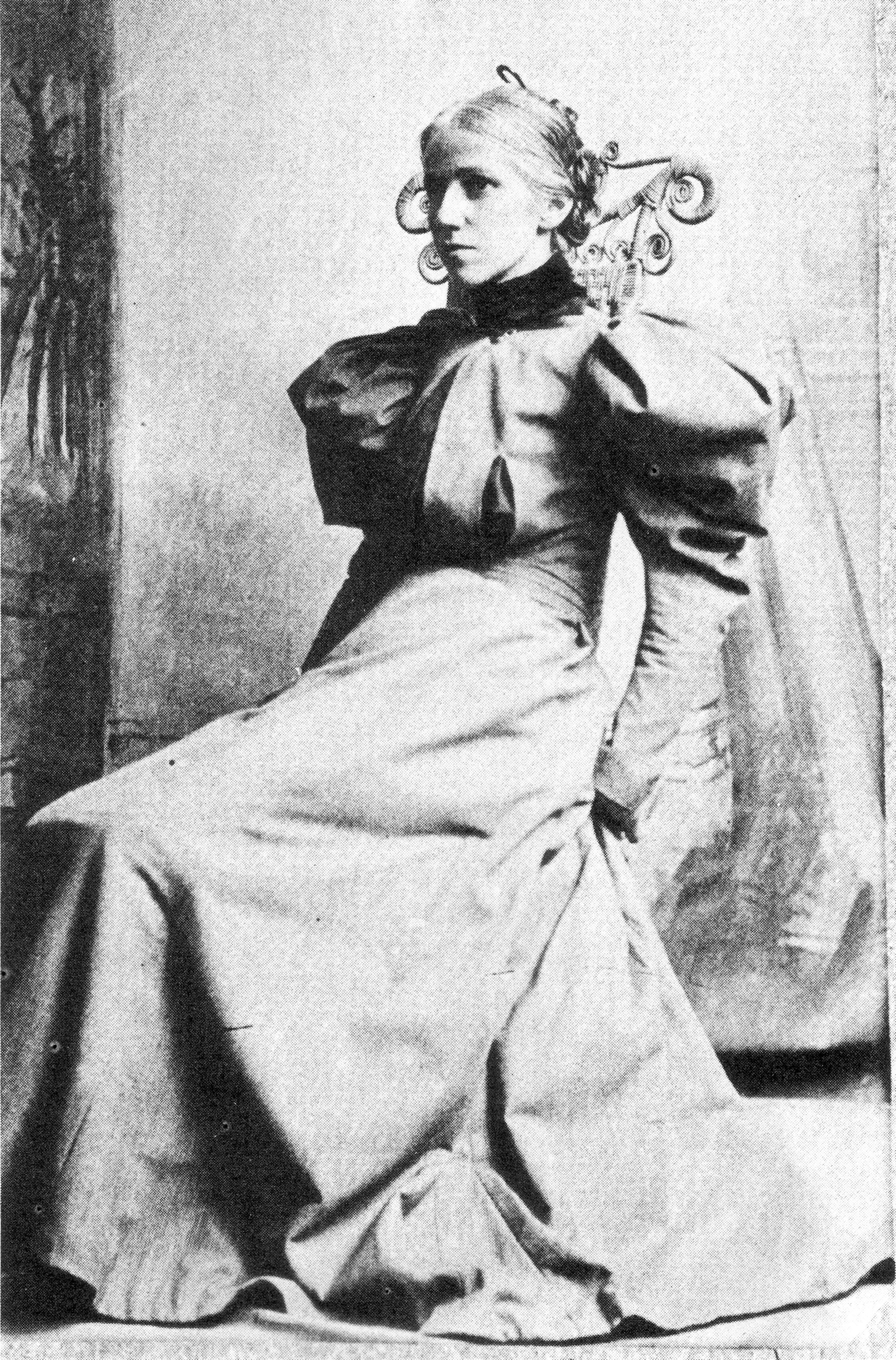
Van Buren (Fotografie von Thomas Eakins)

Van Burens sitzende Figur ergibt eine pyramidale Komposition, bestimmt durch die Bewegung von Kopf, Arm und Torso. Ihr Körper ist illuminiert und erhält seine Form durch ein starkes Licht von links. Ihr Gesicht ist dünn und ernst, das ergrauende Haar zurückgekämmt, der Kopf von der linken Hand gestützt, die rechte Hand mit einem Fächer im Schoß. Der Eakins-Biograf John Wilmerding hebt den Kontrast zwischen den Armen hervor: der eine zeige Vitalität, der andere sei schlaff. Sie sitzt in einem Sessel, der dem jakobinischen Stil nachempfunden ist und den Eakins mehrfach als Requisit verwendete. Er ist selektiv detailliert, um nicht von ihrer Figur abzulenken. Van Burens Kleid ist teils komplex, mit pinken Formen und Blumenmustern.
Ihr Körper ist wie eine überforderte Feder angespannt (twists “like an overused spring”), was im fokalen Punkt ihres Kopfes kulminiert, dessen anatomische Struktur exakt wiedergegeben wird und die intellektuelle Präsenz signalisiert. Sie zeigt den auch von einem Rezensenten benannten, eakinstypischen Ausdruck, charakteristisch für seine Fähigkeit ohne Geste oder Attitüde zu porträtieren (“mere thinking without the aid of gesture or attitude”). In seiner Jugend hatte Eakins in einem Brief sein Interesse an der höheren Klasse beschrieben.
Van Buren litt häufig unter Unwohlsein und Neurasthenie; 1886 schrieb sie an Eakins Frau Susan über mentale Erschöpfung (“I have at last discovered that the trouble with me is in my head it is exhausted by worry or something or other….”) Das Porträt scheint das auszudrücken. Bezugnehmend auf die Melancholie schrieb John Updike über das Bild als Ausdruck von Kummer und Unbehagen (“Discomfort and a grieving inwardness distinguish the best of his (Eakins’s) many portraits.”). In der Mattigkeit wurde eine Projektion von Eakins eigener Persönlichkeit gesehen, insbesondere angesichts seiner Schwierigkeiten mit der PAFA. Aus psychologischer Sicht ist eine so profunde Darstellung eines Studenten ungewöhnlich und spricht für ein Selbstporträt.

## Rezeption

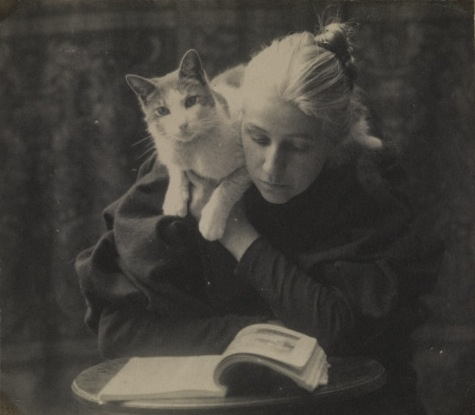
Thomas Eakins zugeschriebene Fotografie Amelia C. Van Buren with a cat, ca. späte 1880er-1891

Miss Amelia Van Buren war das zweite Porträt einer nicht zur Familie gehörenden Frau, das Eakins ausstellte. Weder im Zuge der World’s Columbian Exposition noch danach in Chicago wurde es von der Presse herausgestellt. William Innes Homer nannte das Gemälde „superb“, den besten Werken seiner Zeitgenossen aus allen Ländern gleich (“Such a painting can hold its own against the best work of any of Eakins’s contemporaries, no matter what their country of origin.”) Für John Canaday ist es das beste aller amerikanischen Porträts.

## Provenienz
1893 geriet das Gemälde vermutlich als Geschenk in den Besitz der Porträtierten. 1927 erwarb es die Phillips Memorial Gallery von ihr.